# Hebecephalus ferrumequinum
Hebecephalus ferrumequinum är en insektsart som beskrevs av Hamilton 1998. Hebecephalus ferrumequinum ingår i släktet Hebecephalus och familjen dvärgstritar. Inga underarter finns listade i Catalogue of Life.